# Xzafrane
 (juillet 2023).
Si vous disposez d'ouvrages ou d'articles de référence ou si vous connaissez des sites web de qualité traitant du thème abordé ici, merci de compléter l'article en donnant les références utiles à sa vérifiabilité et en les liant à la section « Notes et références ».
Xzafrane, est le pseudo de Christian Abessolo, un rappeur Camerounais, né le 19 mars 1989 à Mbalmayo. Il est auteur de trois albums studios, EP et de plusieurs singles. Il est aussi réalisateur et entrepreneur[source secondaire nécessaire].

## Biographie

### Enfance et éducation
Xzafrane est né à Mbalmayo le 19 mars 1989 d’un père infirmier diplômé d’État et d’une mère femme au foyer. Il fait ses études primaires à l’école publique d’Ayéné.
Il a passé son enfance aux côtés de sa mère et de sa grand-mère au village Soosi. Il reçoit de sa grand-mère une éducation stricte basée sur la tradition Ekang Beti, l’abnégation au travail et le respect des ainés[réf. souhaitée].
Il y grandi jusqu’en 2000, entre l’école, les champs et la pêche.
Xzafrane arrive à Yaoundé, au quartier Mini-Ferme à l’âge de 15 ans. Il rejoint ainsi son père pour poursuivre ses études secondaires, tour à tour au collège FUSEE, au collège ISEIG, au lycée bilingue d’Application, au lycée de Bandja, au lycée de Baména et à l’université à travers l’ESSTIC.

### Débuts artistiques
Xzafrane découvre le rap en 2003 à Mini-ferme, ou il écrit ses premiers textes.  
En 2004, étant au lycée bilingue d’Application, Xzafrane forme son premier groupe de rap.  Avec le groupe, ils enregistrent un EP de 5 titres qui ne verra pas le jour.

### Carrière musicale
Xzafrane est auteur de trois albums studios, un EP et plusieurs singles. Il représente le Cameroun dans plusieurs festivals et évènements, comme au Gabon, au Sénégal, au Tchad et au Burkina Faso.

## Discographie

### Albums
- 2013 : Un million de problèmes
- 2021 : Le Cameroun d’abord

| Numéro | Titre                           |
| ------ | ------------------------------- |
| 1      | Le Cameroun d'abord             |
| 2      | L'Impertinent                   |
| 3      | Larmes                          |
| 4      | Ndoan                           |
| 5      | Encore des gens                 |
| 6      | Dans ma ville                   |
| 7      | Braille                         |
| 8      | Le diable par la queue          |
| 9      | J’écris avec                    |
| 10     | Lyriciste incisif               |
| 11     | Ne rêve pas                     |
| 12     | Gondwana Republic               |
| 13     | Ne nous mélange pas (remix)     |
| 14     | Fidèle à ma vie                 |
| 15     | Zéro bain de sang dans mon pays |
| 16     | 237 Douleurs                    |

- 2024 : Le Cameroun d'abord Volume 2[3].

| #  | Titre                                                                            | Durée | Détails de la piste |
| -- | -------------------------------------------------------------------------------- | ----- | --- |
| 1  | Intronisation                                                                    | 03:09 | Prod : Mr. Ndongo (Sample Talla Andre Marie-Sikati); Prise De Voix : Laroche (Fabrice Ngock); Mix & Master : 2p Negger                            |
| 2  | Force                                                                            | 03:13 | Prod : Russel Beatz; Mix & Mastering : Laroche Ngock                                                                                              |
| 3  | Manger Ensemble ft. Kareyce Fotso                                                | 03:31 | Prod : Dark’os Beatz (Junior Ovassa); Prise De Voix : Dark’os Beatz; Bass : Désiré Volkan; Guitares : Michel Mbarga; Mix & Mastering : Mr. Ndongo |
| 4  | Rien Faire                                                                       | 03:35 | Prod : Dark’os Beatz (Junior Ovassa); Prise De Voix : Dark’os Beatz; Mix & Mastering : P.A.P (Julien Epouhe)                                      |
| 5  | Les Problèmes ft. Mr Leo                                                         | 04:04 | Prod : Russel Beatz & Darkos Beatz; Prise De Voix : Dark’os Beatz; Mix & Mastering : Vladimir The Producer                                        |
| 6  | Quand on va Joss                                                                 | 03:24 | Prod : Russel Beatz & Annick Beatz; Prise De Voix : Laroche (Fabrice Ngock); Mix & Mastering : P.A.P (Julien Epouhe)                              |
| 7  | Le Chemin ft. Sandrine Nnanga                                                    | 03:31 | Prod : Dark’os Beatz; Prise De Voix : Dark’os Beatz; Mix & Mastering : P.A.P                                                                      |
| 8  | Minguili ft. Le Roy Tsala                                                        | 03:46 | Prod : Russel Beatz; Prise De Voix : Tchomy Vens; Mix & Mastering : Tchomy Vens                                                                   |
| 9  | Distraction                                                                      | 03:42 | Prod : Dark’os Beatz; Prise De Voix : Dark’os Beatz; Mix & Mastering : Dark’os Beatz                                                              |
| 10 | Les Yeux ft. Lydol                                                               | 03:50 | Prod : Dark’os Beatz; Prise De Voix : Tchomy Vens; Mix & Mastering : P.A.P                                                                        |
| 11 | La Vie Coûte Chère                                                               | 03:47 | Prod : Dark’os Beatz; Prise De Voix : Dark’os Beatz; Mix & Mastering : Vladimir The Producer                                                      |
| 12 | Cerveau ft. MIMIE                                                                | 04:02 | Prod : Dark’os Beatz; Prise De Voix : Dark’os Beatz; Mix & Mastering : 2p Negger                                                                  |
| 13 | Tchombé                                                                          | 03:46 | Prod : Dark’os Beatz; Prise De Voix : Dark’os Beatz; Mix & Mastering : Tchomy Vens                                                                |
| 14 | 3ème République ft. Desire Volkan                                                | 03:53 | Prod : Desire Volkan; Prise De Voix : Dark’os Beatz; Mix & Mastering : P.A.P                                                                      |
| 15 | L'Heure de Vérité ft. Elmeko, Styfler 90, King Arthur, Tim Kayser, Sojip         | 04:41 | Prod : Laroche; Prise De Voix : Dark’os Beatz; Mix & Mastering : Laroche                                                                          |
| 16 | Ding Ding                                                                        | 03:27 | Prod : Dark’os Beatz; Prise De Voix : Dark’os Beatz; Mix & Mastering : P.A.P                                                                      |
| 17 | Thor ft. Defty & Rodzeng                                                         | 03:51 | Prod : Igot Beats; Prise De Voix : Dark’os Beatz; Mix & Mastering : P.A.P                                                                         |
| 18 | Nouvelle Afrique ft. Didier Awadi & Sultan Oshimihn                              | 03:38 | Prod : Russel Beatz (Sample : Charlotte Dipända - Eyaya); Prise De Voix : Dark’os Beatz; Mix & Mastering : P.A.P                                  |
| 19 | Force Remix ft. Tonton Boudor, Black Ambaz, Venum, Viney Danecam, Aliena, K Bill | 04:44 | Prod : Russel Beatz; Prise De Voix, Mix & Master : Laroche                                                                                        |
| 20 | Encore des Gens 2.0 ft. Marty Danak                                              |       | Détails non fournis |

### EP
- 2016 : 5 Majeurs
- 2024: Énergies nouvelles (enregistré en 24 heures)[4].

| N° | Titre                        | Artiste(s) invité(s) |
| -- | ---------------------------- | -------------------- |
| 1  | Vide Plein                   | -                    |
| 2  | À quand mon tour             | Hen's                |
| 3  | Petite étoile                | Krysten              |
| 4  | Comedy Club                  | Jojo le Barbu        |
| 5  | Dégagez                      | -                    |
| 6  | Le dernier                   | -                    |
| 7  | Arata Tchop Die              | Dashor, Krotal, ...  |
| 8  | Rentre à la maison Président | -                    |

### Singles
- 2005 : Dans ma ville
- 2006 : Braille
- 2007 : Le diable par la queue
- 2008 : J’écris avec
- 2009 : Lyriciste incisif
- 2010 : Ne rêve pas
- 2011 : Gondwana Republic
- 2014 : Ne nous mélange pas remix
- 2015 : Fidèle à ma vie
- 2017 : Zéro bain de sang dans mon pays
- 2018 : 237 Douleurs
- 2019 : WYMS Ft. Ko-c
- 2019 : Démissionne
- 2020 : Son d’alerte
- 2020 : En direct du confinement
- 2021 : Le jour où j’ai arrêté le rap (freestyle)
- 2021 : Bistouri Ft Rodzeng

### Titres engagés
- Rentre à la maison président

Sortie en 2024, elle devient rapidement virale sur les réseaux sociaux camerounais, atteignant plus d’un million d'écoutes. Ce titre interpelle directement le président du Cameroun, Paul Biya, dont l’état de santé suscite de vives inquiétudes et alimente les rumeurs dans le pays. À travers cette chanson, Xzafrane exprime le sentiment partagé par de nombreux Camerounais, désireux de recevoir des informations claires et officielles sur la situation du chef de l'État.
- L'impertinent

L'artiste se présente comme un guerrier luttant contre l'indifférence des autorités. Il appelle à la révolte et utilise sa musique comme un outil de résistance face à l'injustice au Cameroun.
- Degagez[7].